# O Cocheiro da Morte
O Cocheiro da Morte (em sueco "Körkalen") é um romance da escritora sueca Selma Lagerlöf, primeira mulher laureada com o Prêmio Nobel de Literatura. O romance apresenta a recontagem de uma antiga lenda Bretã, na qual o último homem a morrer na véspera de Ano Novo será condenado a passar o ano seguinte servindo de cocheiro para a morte, libertando as almas de seus corpos mortos. Foi publicado originalmente em 1912 e surgiu, inicialmente, como uma propagadanda educacional encomendada pela Associação Nacional Sueca de Combate a Tuberculose para servir de alerta sobre a doença. 

## Trama
O romance se passa em uma pequena cidade sueca no início do século XX. Edite, uma jovem assistente social que trabalha para o Exército da Salvação, encontra-se gravemente infectada com tuberculose e padece durante a véspera de Ano Novo. Antes de morrer, ela quer ver David Holm, um de seus protegidos. Ambos têm uma conexão do passado.
David Holm é um alcoólatra violento que, no ano anterior, foi recebido como o primeiro paciente no centro social recém-inaugurado pelo Exército da Salvação. Lá, ele foi tratado por Edite, que sempre quis ajudá-lo, apesar de sua recusa. Quando Edite descobre que David era casado, porém que sua esposa e filhos o haviam abandonado devido a seus problemas com a bebida e seu comportamento agressivo, ela trata de convencê-los a rotornarem ao lar, acreditando em uma possível regeneração por parte de David. Mas, ao fazer isso, Edite assume grande culpa, uma vez que David torna-se ainda mais violento, tratando sua esposa e filhos pior do que antes; chegando, deliberadamento, até mesmo a intentar infectar seus próprios filhos com tuberculose, da qual ele também padece. 
Edite agora quer tentar, uma última vez, colocar as coisas em ordem na familia de David Holm, antes que venha a falecer.
Enquanto isso, durante a noite de ano novo, David encontra-se no cemitério com seus companheiros de bebida, onde conta-lhes a horrível lenda do cocheiro da morte a qual, certa vez, ouvira de um velho amigo chamado Georges. Georges foi uma péssima influência na vida de David, seduzindo-o para uma vida de bebedeiras e de irreponsábilidades, porém, já há algum tempo, correm boates pela cidade acerca do desaparecimento de Georges durante a véspera de Ano Novo do ano anterior.
Sempre metendo-se em brigas e confusões, David se desentende com seus companheiros de farra que, ao golpeiando-o sob o peito em defesa própria, acabam atingindo mortalmente a David, culminando em uma hemorragia interna. 
Quando David morre, o relógio da torre da igreja bate meia-noite e com um terrível rangido a carroça da morte se aproxima de seu cadáver. O cocheiro aparece para David e eis que não é outro senão o seu velho amigo, Georges. David agora deve substituir Georges e servir como condutor da morte durante todo o ano seguinte. Para isso Georges irá treiná-lo. 

## Adaptações
O romance foi adaptado pela primeira vez em 1921, ainda na era do cinema mudo pelo cineastra sueco Victor Sjöström, sob o título "A Carruagem Fantasma" 
. Outras duas adartações foram feitas pelo cineastra francês Julien Duvivier em 1939, e outra pelo também sueco Arne Mattsson em 1958, como uma refilmagem da versão original de 1921.